# Ghimeș-Pass
Der Ghimeș-Pass (rumänisch: Pasul Ghimeș, ungarisch: Gyimes-hágó) ist ein Pass im Kreis Harghita, Rumänien. Der Pass überwindet das Baróter Gebirge. Wegen seiner strategischen Bedeutung war er im Ersten Weltkrieg, zwischen deutschen und österreichischen Einheiten einerseits und rumänischen Einheiten andererseits, hart umkämpft.
Über den Pass verläuft die Nationalstraße 12A. Unweit steht die orthodoxe Kirche Mănăstirea Făgețel.

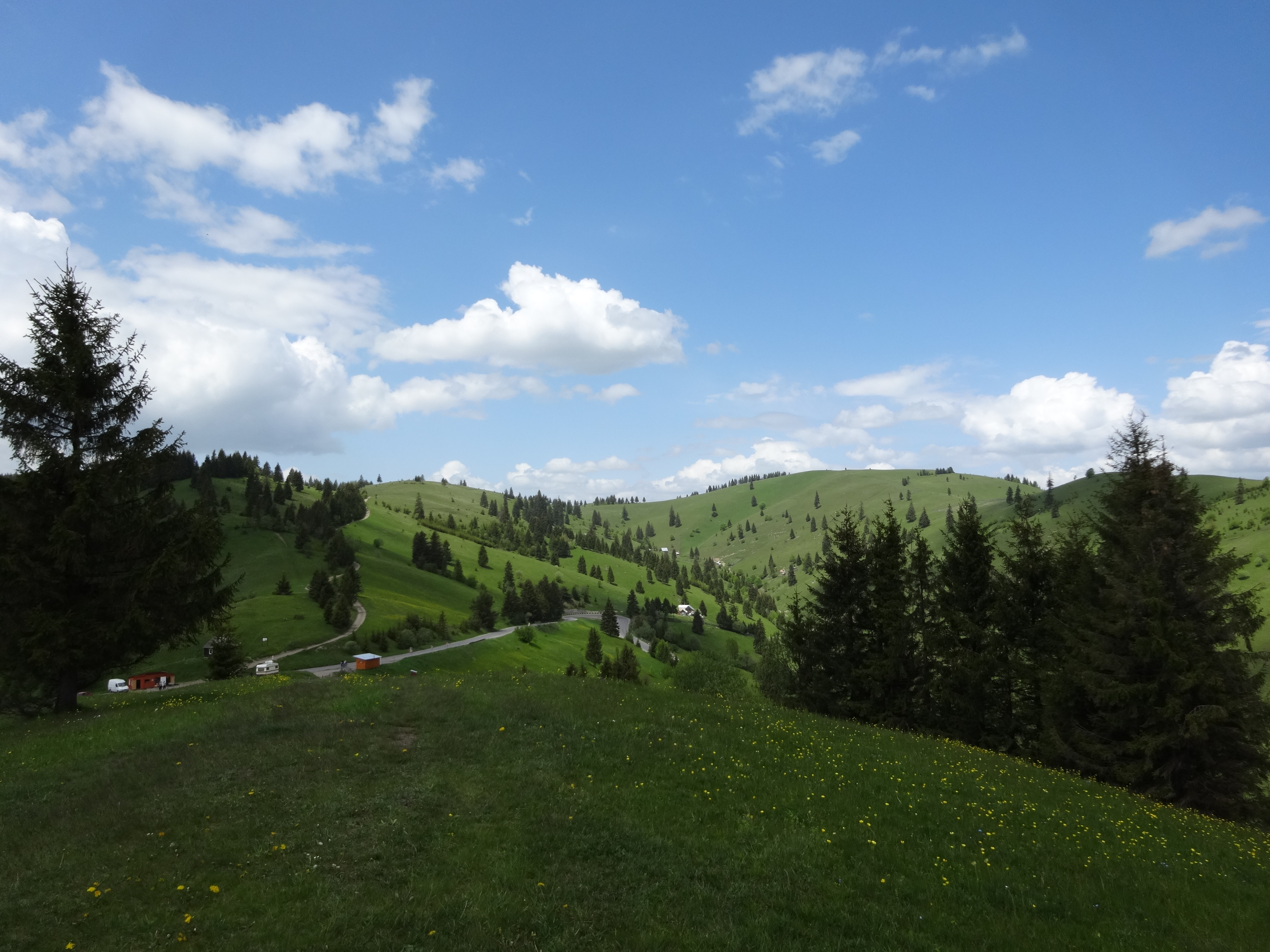
Blick auf die Karpaten an der höchsten Kehre des Ghimeș-Passes